# IC 4704
IC 4704 — галактика типу E-S0 (еліптична спіральна галактика) у сузір'ї Павич.
Цей об'єкт міститься в оригінальній редакції індексного каталогу.